# Тавісуплеба (політична партія)
Тавісуплеба — Шлях Звіада Ґамсахурдії (груз. თავისუფლება Свобода) — правоконсервативна політичних партій Грузії, яка була створена у січні 2004 року.

## Історія
Засновником та першим головою партії був Константин (Коко) Ґамсахурдія, син першого президента Грузії Звіада Ґамсахурдії від першого шлюбу з Далі Лолуа. Названий на честь свого діда, відомого грузинського письменника, Костянтина Ґамсахурдії. 
На парламентських виборах 28 березня 2004 року партія отримала 4,2% голосів виборців.
Восени 2007 року партія увійшла до виборчого блоку «Об'єднана опозиція: Національна рада – Праві», була співорганізатором листопадових мітингів опозиції проти влади третього президента Грузії Міхеїла Саакашвілі. 
Леван Ґачечіладзе був висунений від «Об'єднаної опозиції: Національна рада – Праві» на президентських виборах 2008 року. Партія брала участь у парламентських виборах 2008 року, в складі виборчого блоку «Об'єднана опозиція: Національна рада – Праві», але члени партії відмовились від депутатських мандатів. Проте у 2009 році Константин Ґамсахурдія все ж таки став депутатом парламенту Грузії.
Партія брала участь у місцевих виборах 2010 року, але не подолала необхідний 5% поріг. 
24 червня 2011 року Парламент призначив Костянтина Ґамсахурдію постійним представником Грузії при Міжнародному союзі електрозв'язку та Всесвітньої метеорологічної організації. Костянтин Ґамсахурдія склав повноваження голови партії та депутатський мандат, і партія втратила свого єдиного представника у парламенті Грузії. Тоді ж партію очолив Малхаз Горгазлідзе.
Партія самостійно брала участь у парламентських виборах 2012 року, під назвою «Тавісуплеба — Шлях Звіада Ґамсахурдії», але не подолала 5% поріг. 
На президентських виборах 2018 року партія висунула свою кандидатку, лідера партії, Тамару Цхораґаулі, яка набрала 0.25% голосів виборців.